# Стефан Велики
Стефан Велики, Стефан III, Штефан чел Маре (на румънски: Ștefan cel Mare, Ștefan cel Mare și Sfânt, Ștefan al III-lea) е войвода (княз) на Kняжество Молдова, станал известен в цяла Европа с упоритата си съпротива срещу Османската империя.

## Живот
Стефан Велики е син на Богдан II, който е убит и чийто трон е узурпиран през 1451 година от Петър Арон. С помощта на влашкия войвода Влад III Дракула, през 1457 година Стефан става владетел на Молдова.
През 1467 г. Стефан спира настъплението на унгарските войски и през 1471 навлиза във Влашко, чиято територия междувременно е станала васална на Османската империя.
Османският султан Мехмед II предприема кампания срещу Молдова през 1475 г., но Стефан побеждава нашествениците при Васлуй. През следващата година е победен в битката при Валя Алба, но турците са принудени да отстъпят, поради недостиг на провизии. Стефан Велики търси подкрепа от Европа в борбата си срещу турците, но няма успех. За подвизите си срещу турците той е наречен от папа Сикст IV „Athleta Christi“ („Христов атлет“).
През 1484 г. Стефан трябва да се справя не само с турските атаки, но и с опитите на Полша и Унгария да отнемат независимостта на Молдова. През 1503 г. той сключва договор със султан Баязид II, който гарантира независимостта на Молдова, но срещу ежегоден данък.
Въпреки че управлението на Стефан Велики е свързано най-вече с борбата за независимост на Молдова, делото му е свързано и със значителен принос към културното ѝ развитие. По негово време са построени над 44 църкви и манастири, както и многобройни крепости, част от които днес са обявени от ЮНЕСКО за паметници на световното културно наследство.
Умира на 2 юли 1504 и е погребан в манастира Путна. През 1992 година Стефан Велики е канонизиран за светец, чийто празник е на 2 юли. Заедно с Василий Лупу той е смятан за най-великия молдовски владетел.

## Семейство
Стефан Велики има три брака. 

Първи брак: през 1464 г. с княгиня Евдокия, внучка на княз Василий Донски. От нея има дъщеря.
- Елена, женена за Иван Иванович, син на московския княз Иван III

Втори брак: през 1471 г. с Мария Мангупска, принцеса от Княжество Теодоро. От нея има двама сина:
- Богдан (умира млад)
- Иляш (умира млад).

Трети брак: през 1473 г. Стефан пленява от замъка Дъмбовица дъщерята на Раду III Красивия. Тя се казва Мария Войкица и е племенница на Влад Дракула. Първоначално тя е поверена на грижите на втората му съпруга Мария Мангупска, но веднага след смъртта на жена си през 1476 г. Стефан се жени за Мария Войкица и бракът им продължава 28 години чак до неговата смърт. Мария Войкица му ражда син и две дъщери:
- Богдан III Кривия
- Ана († 1499)
- Мария Княжна († 1518)

Стефан Велики има извънбрачен син от Мария Рареш, болярска дъщеря от Хърлъу:
- Петър IV Рареш